# Eric Caldow
Eric Caldow est un footballeur international écossais puis entraîneur, né le 14 mai 1934, à Cumnock, East Ayrshire en Écosse et mort le 4 mars 2019. Il jouait au poste de défenseur. Il fait partie du Rangers FC Hall of Fame et du Scottish Football Hall of Fame, depuis 2007, lors de la quatrième session d'intronisation.

## Biographie

### Carrière en club
Il passa plus de 12 saison aux Rangers FC (dont il porta le brassard de capitaine) y jouant 466 matches pour 26 buts (dont 265 matches et 17 buts en championnat).

### Carrière internationale
Eric Caldow reçoit 40 sélections et inscrit 4 buts en faveur de l'équipe d'Écosse.
Il a participé à la Coupe du monde de football 1958 en Suède où il joua trois matchs (match nul 1-1 contre la Yougoslavie, défaite 3-2 contre le Paraguay, défaite 2-1 contre la France).

## Buts internationaux
| no | Date            | Lieu                                       | Adversaire      | Score final | Compétition               |
| -- | --------------- | ------------------------------------------ | --------------- | ----------- | ------------------------- |
| 1  | 8 juin 1960     | Stade du 19-Mai d'Ankara, Ankara (Turquie) | Turquie         | 2-4         | Match amical              |
| 2  | 9 novembre 1960 | Hampden Park, Glasgow (Écosse)             | Irlande du Nord | 5-2         | British Home Championship |
| 3  | 14 avril 1962   | Hampden Park, Glasgow (Écosse)             | Angleterre      | 2-0         | British Home Championship |
| 4  | 20 octobre 1962 | Ninian Park, Cardiff (Pays-de-Galles)      | Pays de Galles  | 3-2         | British Home Championship |

## Palmarès
- Finaliste de la Coupe d'Europe des vainqueurs de coupe en 1961 avec les Rangers FC
- Champion d'Écosse en 1953, 1956, 1957, 1959, 1961, 1963 et 1964 avec les Rangers FC
- Vainqueur de la Coupe d'Écosse en 1953, 1960, 1962, 1963, 1964 et 1966 avec les Rangers FC
- Vainqueur de la Coupe de la Ligue écossaise en 1961, 1962, 1964 et 1965 avec les Rangers FC
- Finaliste de la Coupe de la Ligue écossaise en 1958 et 1966 avec les Rangers FC